# Представительная проба
Представительная проба — отобранная для анализа часть объекта, достаточно точно выражающая состав объекта. Этому условию могут удовлетворять лишь хорошо перемешанные жидкости и газы.
В обеспечении представительности пробы нет необходимости, если объект достаточно однороден по составу.
Применяется в аналитической химии в весовом и объёмном анализе веществ.

## Отбор пробы
Процесс отбора пробы неоднородного объекта состоит из 3-х этапов:
- составление генеральной пробы;
- уменьшение генеральной пробы до подходящих размеров;
- приготовление генеральной пробы.

Затем пробу могут разделить на отдельные аналитические пробы, в зависимости от числа проводимых анализов.
Вспомогательные операции при подготовке представительной пробы:
- дробление (горные породы, минералы);
- измельчение (почвы);
- распиливание и высверливание (сплавы);
- просеивание;
- смешение;
- разделение на фракции;
- высушивание.